# Женская сборная Островов Кука по футболу
Женская сборная Островов Кука по футболу — команда представляет Острова Кука в международном женском футболе. Команда входит в Футбольную ассоциацию Островов Кука. Одна из самых маленьких команд, входящих в ФИФА.
Острова Кука никогда не претендовали на участие в чемпионате мира, но участвовали в Кубке наций Океании пять раз: в 2003, 2010, 2014, 2018 и 2022 годах.

## Последние результаты и предстоящие матчи
Победа
 Ничья
 Поражение
 Отменён или перенесён
 Запланирован

### 2022
| 9 июля товарищеский | Фиджи | 4:1 | Острова Кука | Фиджи |

| 16 июля КН ОФК 2022 | Тонга | 1:1 | Острова Кука | Сува, Фиджи               |
|                     |       |     |              | Стадион: Национальный АНЗ |

| 19 июля КН ОФК 2022 | Острова Кука | 0:1 | Самоа | Сува, Фиджи               |
|                     |              |     |       | Стадион: Национальный АНЗ |

| 24 июля КН ОФК 2022 | Фиджи | 2:0 | Острова Кука | Сува, Фиджи               |
|                     |       |     |              | Стадион: Национальный АНЗ |

## История выступления на международных турнирах

### Кубки наций ОФК
| Год   | Раунд          | Место          | И              | В              | Н              | П              | МЗ             | МП             | РМ             |
| ----- | -------------- | -------------- | -------------- | -------------- | -------------- | -------------- | -------------- | -------------- | -------------- |
| 1983  | Не участвовала | Не участвовала | Не участвовала | Не участвовала | Не участвовала | Не участвовала | Не участвовала | Не участвовала | Не участвовала |
| 1986  | Не участвовала | Не участвовала | Не участвовала | Не участвовала | Не участвовала | Не участвовала | Не участвовала | Не участвовала | Не участвовала |
| 1989  | Не участвовала | Не участвовала | Не участвовала | Не участвовала | Не участвовала | Не участвовала | Не участвовала | Не участвовала | Не участвовала |
| 1991  | Не участвовала | Не участвовала | Не участвовала | Не участвовала | Не участвовала | Не участвовала | Не участвовала | Не участвовала | Не участвовала |
| 1995  | Не участвовала | Не участвовала | Не участвовала | Не участвовала | Не участвовала | Не участвовала | Не участвовала | Не участвовала | Не участвовала |
| 1998  | Не участвовала | Не участвовала | Не участвовала | Не участвовала | Не участвовала | Не участвовала | Не участвовала | Не участвовала | Не участвовала |
| 2003  | гр. турнир     |                | 4              | 0              | 0              | 4              | 1              | 26             | −25            |
| 2007  | Не участвовала | Не участвовала | Не участвовала | Не участвовала | Не участвовала | Не участвовала | Не участвовала | Не участвовала | Не участвовала |
| 2010  | 1/2 финала     | 3              | 5              | 3              | 0              | 2              | 5              | 11             | −6             |
| 2014  |                | 3              | 3              | 0              | 1              | 2              | 2              | 16             | −14            |
| 2018  | гр. турнир     |                | 3              | 0              | 0              | 3              | 0              | 10             | −10            |
| 2022  | 1/4 финала     |                | 3              | 0              | 1              | 2              | 1              | 4              | −3             |
| Всего | 5/12           | —              | 18             | 3              | 2              | 13             | 9              | 67             | −58            |

### Тихоокеанские игры
| Год   | Раунд          | Место          | И              | В              | Н              | П              | МЗ             | МП             | РМ             |
| ----- | -------------- | -------------- | -------------- | -------------- | -------------- | -------------- | -------------- | -------------- | -------------- |
| 2003  | Не участвовала | Не участвовала | Не участвовала | Не участвовала | Не участвовала | Не участвовала | Не участвовала | Не участвовала | Не участвовала |
| 2007  | гр. турнир     |                | 4              | 0              | 2              | 2              | 4              | 10             | −6             |
| 2011  | гр. турнир     |                | 3              | 1              | 1              | 1              | 2              | 2              | 0              |
| 2015  | 1/2 финала     | 3              | 4              | 1              | 1              | 2              | 4              | 8              | −4             |
| 2019  |                | 4              | 5              | 3              | 0              | 2              | 8              | 10             | −2             |
| Всего | 4/5            | —              | 16             | 5              | 4              | 7              | 18             | 30             | −12            |

1. 1 2  В ничьи включены также матчи плей-офф, которые завершились послематчевыми пенальти.